# Michelle O'Neill
Michelle O'Neill   (Fermoy, 10 de gener de 1977) és una política irlandesa. És l'actual Primera Ministra d'Irlanda del Nord, d'ençà del 3 de febrer del 2024, essent així la primera cap de govern favorable a la unificació d'Irlanda. Anteriorment ja havia treballat com a Primera Ministra adjunta d'Irlanda del Nord entre 2020 i 2022. Ha estat vicepresidenta del Sinn Féin des de 2018 i és membre de l'Assemblea Legislativa (MLA) pel districte de Mid Ulster (irlandès: Lár Uladh) des de les eleccions generals d'Irlanda del Nord de 2007.

## Biografia
Va néixer a Fermoy, al comtat de Cork de la República d'Irlanda. Prové d'una família republicana irlandesa de Clonoe al comtat de Tyrone d'Irlanda del Nord. El seu pare, Brendan Doris, fou presoner de l'IRA Provisional i conseller del Sinn Féin. Va assistir a la St. Patrick's Girls' Academy, una grammar school catòlica de Dungannon. Posteriorment va començar a treballar com a tècnica comptable, abans d'iniciar la seva carrera política. El seu oncle, Paul Doris, és expresident nacional de l'Irish Northern Aid Committee (NORAID). Un cosí, Tony Doris, va ser un dels tres membres de l'Exèrcit Republicà Irlandès (IRA) assassinats en una emboscada per l'Special Air Service el 1991. Un altre cosí, el voluntari de l'IRA Gareth Malachy Doris, va ser assassinat durant l'atac de Coalisland de 1997.
O'Neill va treballar en el Consell Municipal de Dungannon i South Tyrone de 2005 a 2011. Va ser la primera alcaldessa de Dungannon i South Tyrone de 2010 a 2011. El 2007 va ser triada per a representar el Mid Ulster en l'Assemblea d'Irlanda del Nord. El 2011, va ser nomenada Directora Executiva d'Irlanda del Nord pel Viceprimer Ministre Martin McGuinness com a Ministra d'Agricultura i Desenvolupament Rural. El 2016 va ser ascendida a Ministra de Salut. El gener de 2020, es va convertir en Primera Ministra adjunta d'Irlanda del Nord després de l'acord New Decade, New Approach.
La dimissió de Paul Givan com Primer Ministre d'Irlanda del Nord el 3 de febrer de 2022 la va excloure automàticament com a Primera Ministra adjunta. El maig de 2022 el Sinn Féin va ser proclamat guanyador de les eleccions d'Irlanda del Nord, fet que convertiria Michelle O'Neill en Primera Ministra.
No obstant això, no va ocupar el càrrec fins dos anys més tard perquè el Partit Unionista Democràtic (DUP) es va negar a nomenar un viceprimer ministre, alegant la seva oposició al Protocol d'Irlanda del Nord.
El 3 de febrer de 2024, O'Neill va ser nomenada primera ministra d'Irlanda del Nord. Aquesta va ser la primera vegada que un nacionalista irlandès ocupava el càrrec de cap de govern a Irlanda del Nord.